# PolChat
POLChat – jeden z najdłużej działających polskich serwisów czatowych. Zasady działania – podobnie jak w wielu tego typu usługach – przypominają te z IRC. Serwis został zamknięty w listopadzie 2012, wznowiony 20 maja 2020.

## Historia
POLChat powstał w 1999 r., w okresie polskiego boomu na czaty internetowe (wtedy uruchomiono także czat Onet.pl, czy serwis Czateria należący do Interii).
Czaty POLChatu były bardziej zbliżone do IRC-a niż te dostępne w portalach – można je bowiem osadzać na stronie www, a większość poleceń IRC-a ma swoje odpowiedniki w poleceniach POLChatu. Poza umieszczaniem czatów na swoich stronach dano użytkownikom możliwość zakładania własnych pokoi (co wśród polskich serwisów czatowych było wyjątkiem), a nie polegania na tych zdefiniowanych przez administratora serwisu. Do założonego pokoju użytkownik dostawał także kod HTML do umieszczenia na swojej stronie, by odwiedzający ją mogli wejść na czat za pomocą apletu Java.
Początkowo każdy pokój stanowił odrębny czat, a prawa operatora w tym pokoju uzyskiwał każdy, kto podczas logowania podał odpowiednie hasło.
Około stycznia 2001 wydana została wersja POLChatu oznaczona numerem 2, w której pokoje zostały połączone tak jak w IRC – można przejść z jednego do drugiego nie zmieniając strony internetowej oraz rozmawiać prywatnie z czatującymi w innym pokoju. Ponadto użytkownicy zyskali możliwość rejestracji swojego identyfikatora (nicka) na stałe, na własne hasło. Dzięki temu także listy operatorów danego pokoju były stałe: prawa były przydzielane posiadaczowi danego nicka. Użytkownicy zyskali także możliwość utrzymywania listy przyjaciół i osób trwale ignorowanych. Wprowadzone w 2001 na PolChacie nicki "tymczasowe" zostały ochoczo przyjęte także przez inne serwisy.
To był koniec dynamicznego rozwoju samej aplikacji serwera POLChatu i jego klienta w Javie, a także koniec prac nad POLChatem Marka Futregi, jego autora (stworzył on też popularny serwis gier on-line kurnik.pl).
W roku 2004 POLChat podjął współpracę z portalem o2.pl. Z jego inicjatywy skonfigurowano tzw. "pokoje główne" czyli te, na których temat, bany i pozycja pokoju na liście w danej kategorii nie wygasają wraz z wyjściem ostatniego użytkownika (z technicznego punktu widzenia – pokój nie jest usuwany z pamięci serwera). 
W takim (niewiele zmienionym) stanie POLChat został odsprzedany w roku 2004 firmie Livechat Sp. z o.o.
Nowy właściciel odmienił 1 września 2004 wizerunek głównej strony POLChatu, co spotkało się z krytyką użytkowników: serwis stracił ich zdaniem na przejrzystości i upodobnił się do Czaterii. Połączono także bazę danych czatu z (dawniej nieoficjalnym) forum, należącym poprzednio do PolFanu (strona zrzeszająca fanów POLChatu), które to połączenie napotkało podzielone zdania użytkowników, lecz ostatecznie bazy zostały ponownie rozdzielone.
Mimo zmian na stronie i forum, serwer POLChatu latami nie rozwijał swojej funkcjonalności – nie udostępnił na przykład możliwości przebywania na wielu pokojach jednocześnie – choć była ona obiecywana od 2005 r.
Od początku jego istnienia nie jest promowany wśród internautów – brak reklam, ogłoszeń o spotkaniach ze znanymi gośćmi (bowiem takie na PolChacie się zdarzają).
2 kwietnia 2009 roku wyszła wersja PolChat 3.0, która udostępniała użytkownikom opcję przebywania na wielu pokojach jednocześnie, jak również wiele innych opcji ułatwiających życie użytkownikom tego serwisu (np. wyciszanie nachalnych użytkowników). Było także dostępnych więcej kolorów nicków, hierarchia kopania / banowania i bardzo wiele innych usprawnień. 
5 listopada 2012 PolChat został zamknięty przez GG Network.
W 2020 roku prawa do domeny polchat.pl uzyskał nowy podmiot, od maja 2020 roku wykorzystywana jest ona do działalności nowego serwisu czatowego, nawiązującego nazwą do PolChatu.

## Popularność
W ciągu pierwszego roku jego istnienia założono ponad 3000 czatów. 
Użytkownicy zarejestrowali później ponad 20 tys. pokoi i 670 tys. identyfikatorów (w tym także dla swoich botów), a podczas usuwania nicków nieużywanych zwalniane było około 150 tys. z nich.

## Serwer i protokół komunikacyjny
Protokół serwera Polchat powstał na wzór protokołu IRC i nosi naleciałości wyniesione z tego protokołu - m.in. możliwość łączenia serwerów w łańcuchy, czy obsługę sytuacji utraty takiego połączenia (tzw. netsplit) - choć w praktyce w dowolnym momencie pracował tylko jeden serwer, więc możliwości te nigdy nie zostały wykorzystane.
Sam serwer napisany był w języku C i pracował w środowisku Linux, choć inne elementy infrastrukturalne napisane były w innych językach i pracowały w innych środowiskach. Na wzmiankę zasługuje tzw. nickserver, czyli program obsługujący administrację i weryfikację zarejestrowanych loginów i przypisanych im pokoi. Nickserver napisany był w języku Java i jego częste awarie były przyczyną niemożliwości administrowania pokojami i logowania się na zarejestrowane konta użytkowników.
W celu ułatwienia obsługi komunikacji ze strony appletu Java, wszystkie wiadomości tekstowe w protokole przesyłane były w postaci HTML. Poza oczywistą korzyścią dla złożoności appletu miało to także skutek negatywny, gdyż umożliwiało m.in. ataki polegające na wstrzykiwaniu kodu OnMouseOver i JavaScript. Problem ten został ostatecznie rozwiązany w kodzie dyskusji w wersji 3.0 serwera, ale nigdy nie rozwiązano go w kodzie obsługującym kategorie pokoi: pokoje zakładane były przez stronę WWW, która pozwalała na większą dowolność w polu opisowym - umieszczenie odpowiednich znaków niedrukowalnych w opisie pokoju powodowało 'zerwanie' pakietu i niemożność wylistowania wszystkich pokoi w danej kategorii (najczęściej błąd ten wykorzystywany był "dla śmiechu", ale pozwalał np. na tymczasowe ukrycie pokoju przed oczami administracji).

## Oprogramowanie
Oprócz standardowego (oficjalnego) apletu na stronie www, na POLChat powstało wiele innych niezależnych programów.
W zakresie oprogramowania klienckiego (służącego do aktywnego czatowania) najbardziej popularne były programy: ICeQ (Ikari's Chat Qlient) napisany przez Cezara "Ikari" Pokorskiego, oraz NPCC (Natalia's PolChat Client) autorstwa Natalii W. Oba programy, w obliczu braku rozwoju appletu Java, stanowiły kamień milowy w zakresie wygody czatowania - oferowały takie możliwości, jak pamiętanie kont użytkowników wraz z hasłami, zapisywanie logów z rozmów publicznych i prywatnych, a także pokaźne usprawnienia w interfejsie użytkownika. Oba programy pozostają w aktywnym użyciu na niezależnych serwerach opartych na protokole POLChat.
Najczęściej używanym automatem operatorskim (botem) był program KCIbot autorstwa Tomasza "DMC" Jaworskiego, do którego powstało kilka wtyczek i rozszerzeń, a także program generujący pliki konfiguracyjne. Prace rozwojowe nad KCIbotem w późniejszych latach przejął Cezar "Ikari" Pokorski, autor ICeQ.
Pod koniec okresu życia serwisu powstał też nieoficjalny program przeznaczony dla operatorów serwera (s-opów) nazwany P3 (Polchat Power Proxy), poszerzający standardowe możliwości operatorów m.in. o rozbudowane logowanie adresów IP i wchodzących z nich osób wraz z ich aliasami, administrację całymi pokojami naraz oraz zdalne podglądanie listy osób w pokojach, w których się samemu aktywnie nie uczestniczyło (ta ostatnia funkcja powodowana nagminnym zakładaniem pokojów czatowych służących wymianie treści nielegalnych). P3 - podobnie jak ICeQ - wykrywał też i zgłaszał problemy z celowym zatruwaniem listy kategorii.